# Burbank, Kalifornien
Burbank är en förstad till Los Angeles som är belägen den i sydöstra delen av San Fernando Valley i Los Angeles County, Kalifornien, USA. Staden hade 103 340 invånare i 2010 års census. Burbank gränsar även till Glendale. 

## Historik
Burbank namngavs efter tandläkaren David Burbank som hade en fårfarm på platsen på 1860-talet. David Burbank sålde också en vägrättighet till Southern Pacific Railroad och därmed kunde järnvägen nå fram till staden. Detta gjorde att staden kunde växa.
I Burbank finns Woodbury University (grundat 1884).
Staden kallas ofta för "Media Capital of the World," då många medieföretag har sina huvudkontor och produktionsfaciliteter här bland annat Warner Bros. Entertainment, Warner Music Group, NBC Universal, The Walt Disney Company (Walt Disney Studios), Cartoon Network, Viacom och PBS.

## Kommunikationer
I Burbank ligger Hollywood Burbank Airport (kallas ofta "Burbank Airport"). 
Interstate 5 (I-5) går genom Burbank från nordväst till sydostlig riktning. Pendeltågssystemet Metrolink har flera stationer i Burbank på två linjer som går söderut till Los Angeles Union Station.

## Kända personer från Burbank
Företagsledaren Patricia C. Dunn föddes i Burbank. Skådespelaren Debbie Reynolds växte delvis upp i staden.

## Burbank i populärkulturen
I fiktionens värld bor den berömda Hannah Montana, spelad av Miley Cyrus, i Burbank. Rhett & Link med Youtubekanalen Good Mythical Morning/More spelas in i Burbank.
TV-serien Chuck utspelar sig i och spelades delvis in i Burbank.